# Цифровая археология
Цифровая археология — это применение информационных технологий и цифровых медиа в археологии. Она включает в себя использование цифровой фотографии, 3D-реконструкции, виртуальной реальности и геоинформационных систем, а также других методов. Вычислительная археология, которая охватывает компьютерные аналитические методы, может считаться частью цифровой археологии, как и виртуальная археология.
Использование цифровых технологий для проведения археологических исследований позволяет собирать данные без вторжения или разрушения археологических памятников и хранящегося в них культурного наследия, способствуя сохранению археологических данных. Именно столько ранних археологических раскопок было обнаружено на глубине. Применение этой технологии помогло восстановить исторические памятники и артефакты, такие как керамика, человеческие окаменелости и мумифицированные останки.

## Методы

### Аэрофотосъемка
Аэрофотосъемка — это инструмент, используемый в области археологических исследований для обнаружения, размещения и документирования археологических памятников. Применение этой технологии развилось из ее предыдущего использования в качестве метода военного наблюдения во время Первой мировой войны и даёт возможность неразрушающих археологических исследований.
Документирование археологических памятников с помощью методов аэрофотосъемки включает использование цифровых камер, ГИС и программного обеспечения для исправления и склейки многочисленных черно-белых фотографий места археологических исследований. Эти фотографии могут быть использованы археологами для уточнения деталей места и построения составных элементов. Эти результаты часто анализируются для создания географической основы, позволяющей археологам создать карту, включающую особенности ландшафта участка. Места, распознанные аэрофотосъемкой, затем классифицируются на затенённые участки, следы посевов и следы почвы.

### Геоинформационные системы
Геоинформационные системы (ГИС) используются в цифровой археологии для документирования, исследования и анализа пространственных данных археологических раскопок. Использование ГИС в рамках изучения археологии включает в себя полевой анализ и сбор археологических данных и данных об окружающей среде, преимущественно с помощью аэрофотосъемки, цифровых карт и спутниковой фотосъёмки. Применение ГИС для анализа археологических данных позволяет археологам эффективно обрабатывать собранные данные, воссоздавать ландшафты археологических памятников с помощью пространственного анализа и предоставлять археологические находки в публичные архивы. Использование цифровых методов расширило возможности археологов для анализа географии и пространственных отношений древних археологических памятников.

### 3D-моделирование
3D-моделирование — это цифровая техника, используемая в археологических исследованиях для интерпретации, анализа и визуализации данных. В этом методе используются методы спутниковой съемки и аэрофотосъемки, а также другие методы цифровой обработки изображений для построения трехмерных моделей географических и архитектурных объектов, археологических находок в исторических местах.
Применение компьютерных технологий позволяет археологам собирать и обрабатывать большое количество последовательностей изображений, увеличивая их реалистичность методами трёхмерной компьютерной графики.

## Сбор данных
Использование информационно-коммуникационных технологий и цифровых технологий в археологических исследованиях способствовало развитию документирования археологических данных. Интеграция современных технологий в процесс проведения археологических исследований привело к большей унификации коммерческой, научной деятельности и деятельности по управлению наследием. Запись археологических данных в упомянутых выше областях различается методами её сбора, анализа и представления на протяжении всего процесса обработки данных, цифровые технологии уменьшили эти различия.
Данные, собранные с помощью цифровых технологий при проведении археологических исследований, хранятся в архивах в цифровых хранилищах. Затем базы данных проверяются на целостность, чтобы обеспечить доступ к данным и их анализ для дальнейших исследований. Развитие информационно-коммуникационных технологий и цифровых технологий позволило собирать и хранить большие объемы данных археологических исследований.

## Применение в полевых условиях

### Виртуальная реконструкция римских настенных росписей в термах Сарно
Применение цифровых технологий путем виртуального анализа и трехмерной реконструкции фригидария в термах Сарно в Риме позволило археологам реконструировать и сохранить ветхие настенные росписи. Реконструкция включала цифровое удаление солевых отложений и потертостей в слоях краски. Использование археологами виртуального анализа и цифровых изображений позволило сохранить и реконструировать настенные украшения, выявить дополнительные археологические данные о методах его первоначального строительства.

### Delphi4Delphi
Цифровое предприятие по изучению практики наследия для Дельф, также известное как Delphi4Delphi, представляет собой исследовательский проект, проводимый археологами для документирования и реконструкции исторических мест в Дельфах, Греция. Проект был направлен на захват и реконструкцию археологических памятников и артефактов, расположенных в Дельфах, с помощью 3D-изображений и реконструкции. Изученными археологическими памятниками были Храм Аполлона, Храм Ники Аптерос, Сокровищница Сифноса, театр и спортзал, а также бронзовый возничий и мраморный сфинкс, расположенные на этом месте. В проекте использовались цифровые методы спектральной документации, системы 3D-стереофотографии и обработка последовательностей 2D-изображений в 3D-структуры для документирования, анализа и реконструкции археологических памятников.

### Multi-Object Segmentation for Assisted Image Reconstruction
Multi-Object Segmentation for Assisted Image Reconstruction, он же — MOSAIC+, — это проект, проводимый археологами для реконструкции фрагментов, найденных в церкви Святой Трофимены в Салерно, Италия. Археологи провели исследование, связанное с обнаружением кракелюра на фреске «Visitation», написанной Франческо Сальвиати в 1538 году. Это исследование показало, что использование этой технологии цифровой обработки изображений неоптимально из-за распределения больших отверстий в реставрируемом изображении. Были проведены дальнейшие исследования фрагментов фрески и их реконструкция до и после прохождения процессов обнаружения кракелюра и росписи.
MOSAIC + был направлен на развитие работы археологов посредством каталогизации, индексации, поиска и реконструкции фрагментов, найденных на археологических раскопках, что позволяло точно выполнить извлечение особенностей цвета и формы. Благодаря применению цифровых технологий при проведении этого исследования результаты указывают на возможность виртуальной реконструкции для восстановления внешнего вида археологических произведений искусства и помощи археологам в реконструкции фрагментированных артефактов.

## Оценки

### Преимущества
Использование цифровых технологий в области археологии позволяет проводить анализ, документирование и реконструкцию данных, исторических мест и артефактов неинтрузивными методами, что позволяет археологам сохранять данные и культурное наследие, содержащиеся в этих археологических находках.
По мере того, как информационно-коммуникационные технологии, доступные в области археологии, развиваются, археологи могут получить дополнительный доступ к этим технологиям, что позволяет точно документировать и анализировать большее количество археологических данных. Имеющаяся в настоящее время технология позволяет эффективно распространять, обрабатывать и поставлять данные в публичные архивы, а использование методов полевого наблюдения позволяет археологам проводить больший объем анализа данных на местах.
Использование технологии 3D-моделирования в рамках цифровой археологии позволяет исследователям точно моделировать археологические памятники, предоставляя дополнительную информацию для формулирования археологических перспектив и способствуя коммуникации между культурным наследием археологических памятников и населением.

### Критика
Использование цифровых технологий в археологии позволило археологам собрать больше данных. Это требует более тщательного обслуживания цифровых архивов, часто без четкого понимания актуальности собранных данных в археологических исследованиях, которая зависит от дальнейших технологических достижений для точной интерпретации собранных данных.
По мере развития цифровых методов, используемых для археологических исследований, сложность этих технологических достижений создает большую погрешность для археологов при проведении, документировании и реконструкции археологических исследований.